# Novo Selo, Danilovgrad
Novo Selo este un sat din comuna Danilovgrad, Muntenegru. Conform datelor de la recensământul din 2003, localitatea are 421 de locuitori (la recensământul din 1991 erau 439 de locuitori).

## Demografie
În satul Novo Selo locuiesc 314 persoane adulte, iar vârsta medie a populației este de 35,5 de ani (32,5 la bărbați și 38,9 la femei). În localitate sunt 129 de gospodării, iar numărul mediu de membri în gospodărie este de 3,24.
|  |

| Demografie | Demografie | Demografie |
| An         | Locuitori  | Locuitori  |
| ---------- | ---------- | ---------- |
|            |            |            |
|            |            |            |
|            |            |            |
|            |            |            |
| 1948       | 355        |            |
| 1953       | 380        |            |
| 1961       | 374        |            |
| 1971       | 340        |            |
| 1981       | 271        |            |
| 1991       | 439        | 416        |
| 2003       | 419        | 421        |

| \| Componența etnică conform recensământului din 2003[2] \| Componența etnică conform recensământului din 2003[2] \| Componența etnică conform recensământului din 2003[2] \| Componența etnică conform recensământului din 2003[2] \| Componența etnică conform recensământului din 2003[2] \| \| ----------------------------------------------------- \| ----------------------------------------------------- \| ----------------------------------------------------- \| ----------------------------------------------------- \| ----------------------------------------------------- \| \| \| \| \| \| \| \| Muntenegreni \| Muntenegreni \| \| 279 \| 66,27% \| \| Sârbi \| Sârbi \| \| 106 \| 25,17% \| \| Croați \| Croați \| \| 2 \| 0,47% \| \| Musulmani \| Musulmani \| \| 1 \| 0,23% \| \| Maghiari \| Maghiari \| \| 1 \| 0,23% \| \| Macedoneni \| Macedoneni \| \| 1 \| 0,23% \| \| necunoscută \| necunoscută \| \| 0 \| 0% \| |              |  |     |        |
| Componența etnică conform recensământului din 2003 |              |  |     |        |
| |              |  |     |        |
| Muntenegreni | Muntenegreni |  | 279 | 66,27% |
| Sârbi | Sârbi        |  | 106 | 25,17% |
| Croați | Croați       |  | 2   | 0,47%  |
| Musulmani | Musulmani    |  | 1   | 0,23%  |
| Maghiari | Maghiari     |  | 1   | 0,23%  |
| Macedoneni | Macedoneni   |  | 1   | 0,23%  |
| necunoscută | necunoscută  |  | 0   | 0%     |